# Barnvagn

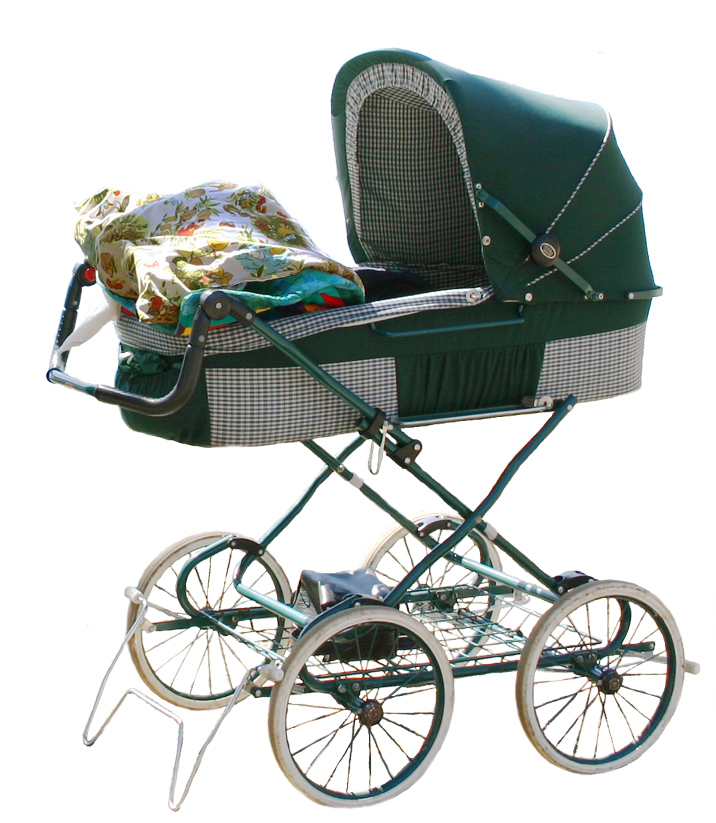
Ett exempel på en liggvagn för spädbarn. Vagnen på bilden har uppfälld sufflett.

En barnvagn är ett transportmedel för små barn. Det finns barnvagnar för olika åldersgrupper. 

Barnvagn av korgvide, 1866, Hallwylska museet.

Spädbarn bör först åka i en liggvagn (eller kombinationsvagn som innehåller liggvagnsdel). Spädbarn sover mycket och därför är det viktigt att barnets rygg kan slappna av. I liggvagnen ligger barnet helt ned och är vänt mot påskjutaren, vilket det upplever som tryggt och lugnande. Vagnen bör vara stor nog för att det ska få plats med en åkpåse och tjocka filtar under vintern. Liggvagnen kan användas till dess att barnet är cirka 6-9 månader gammalt och har lärt sig sitta. 
Barn i koltåldern går över till en sittvagn. I moderna vagnar kan den som kör vagnen välja om barnet ska vara vänt framåt eller bakåt. Sittvagnen är lämplig både när barnet vill sova och sitta upp, eftersom ryggläget kan justeras. Av säkerhetsskäl brukar man sätta på barnet en särskild sele som är förankrad i vagnen. 
Sulky är en barnvagnstyp för lite större barn som dock fortfarande vill åka och vila i en vagn. En paraplysulky är en mer kompakt och praktiskt hopfällbar vagn för till exempel resor och kortare ärenden.
Det finns ett antal kombinationsvagnar på marknaden varav duokombi och kombivagn är de vanligaste. En duovagn består av en liggvagnsdel, en sittvagnsdel och ett chassi. Med dessa delar kan man först köra en liggvagn och senare, när barnet är lite större, sätter man på sittvagnsdelen på chassit. En kombivagn är i grunden en sittvagn med en tillsatsdel som är en lift. Med en lift i sittvagnsdelen kan även en liten baby använda vagnen från första början. När sedan babyn är lite större tar man bort liften och då har man sittvagn för det lite större barnet.
Exempel på två stora och etablerade tillverkare är Emmaljunga barnvagnsfabrik i norra Skåne samt BRIO, som tillverkat barnvagnar sedan 1947. De tillverkar båda barnvagnar för barn i alla åldrar. Barnvagnar säljs i Skandinavien mest via babyfackhandeln.

## Säkerhet
Det finns en europeisk standard, EN 1888 (i Sverige SS-EN 1888) för att bedöma om en barnvagn är säker. I standarden finns minimikrav och provmetoder som barnvagnstillverkare ska uppfylla för att vagnarna ska anses vara säkra. En barnvagn som uppfyller standardens krav ska vara märkt med standardens namn. Märkningen är tillverkarens egen uppgift om att barnvagnen uppfyller kraven och innebär inte att barnvagnens säkerhet är kontrollerad av någon myndighet.
Säkerhetsstandard EN 1888-1 ställer krav på vagnar med maxlast upp till 15 kilo medan EN 1888-2 avser vagnar med en maxlast upp till 22 kilo.

## Galleri

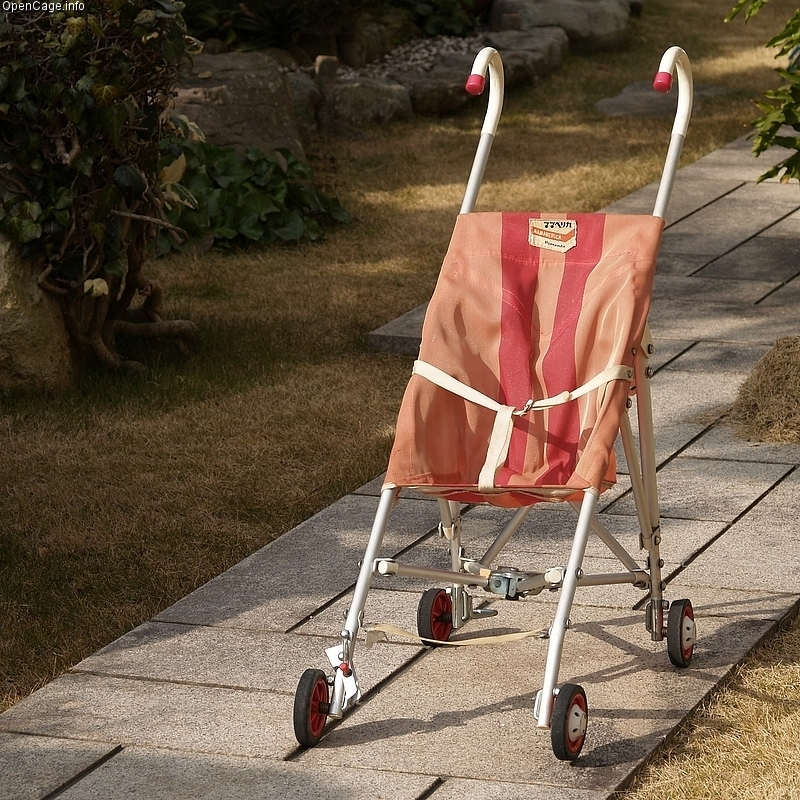
En fällbar sulky är en sittvagn som passar större barn.
Barnvagn med parasoll från 1906
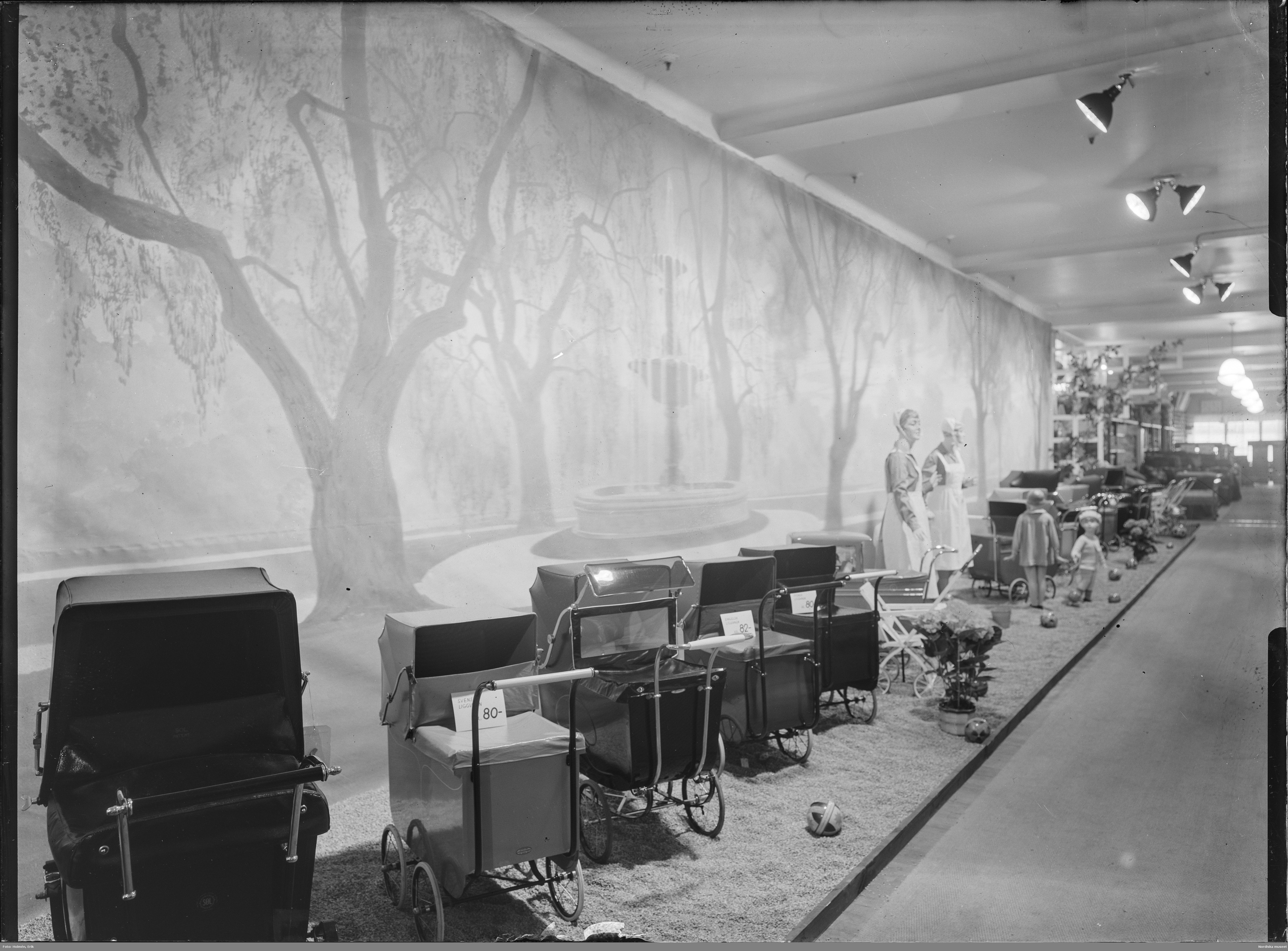
Barnvagnar till försäljning på NK, 1931.